# Charles Estienne
Charles Estienne (1504-Châtelet 1564) va ser un metge, impressor i escriptor francès. Germà de l'impressor francès Robert Estienne que es va fer hugonot i fugí a Ginebra.

## Biografia
Pertanyia a una gran família d'impressors amb el mateix cognom. Va rebre ensenyament sobre les llengües clàssiques. Estudià medicina a París amb Jacobus Sylvius al mateix temps que Vesalius.
Publicà un llibre d'anatomia il·lustrat l'any 1530, exercí la medicina fins a l'any 1550 amb descobriments mèdics importants.

## Algunes obres
Va ser impressor del rei i les seves obres eren impressions de gran qualitat.
- De re hortensi libellus, vulgaria herbarum, florum, ac fructicum. qui in hortis conseri solent, nomina Latinis vocibus effere docens ex probatis autoribus. In puerorum gratium atq(ue) utilitatem, Estienne, 1539; Paris: Robert Estienne 1543; París: Rob. Stephani, 1545.
- Seminarium, et Plantarium fructiferarum praesertim arborum quae post hortos conseri solent, Denuo auctum & locupletatum. Huic accessit alter libellus de conserendis arboribus in seminario: deque iis in plantarium transserendis atque inserendis, 1536; París: Roberti Stephani, 1540.
- De dissectione partium corporis humani libri tres, amb gravats en fusta (1545).
- La Dissection des parties du Corps humain divisée en trois livres, Paris: Simon de Colines, 1546, traducció francesa de De Dissectione partium corporis humani.
- De nutrimentis, as baillyum, Robert Estienne, 1550.
- Dictionarium historicum ac poeticum: omnia gentium, hominum, locorum, fluminum, ac montium antiqua recentioramque ad sacras ac prophanas historias, poætarumque fabulas intelligendas necessaria, vocabula, bono ordine complectens. Nunc demum ultra praecedentes impressiones, studiosorum aliquot opera & locupletius & nitidius redditum, 1553; Parisiis: apud Ioannem Macaeum, 1572. Considerada la primera enciclopèdia francesa.
- Dictionarium latino-grœcum, París, 1554, in-4°.
- Praedium rusticum (1554), una compilació d'agricultura extreta d'autors antics, que va ser el referent per a l'obra de fra Miquel Agustí.
- Thésaurus Ciceronis, París, 1556, in-fol.
- Thesaurus Ciceronianus (1557).
- Dictionarium latino-gallicum, París, in-fol.
- Dictionarium historico-geographico-poeticum, Ginebra, in-4°.
- Lexicon historicum, geographicum, poeticum. Hanc postremam editionem Fed. Morellus. ita recensuit ac recognovit. Parisiis, apud Joannem Libert, 1644.
- Abrégé de l'Histoire des vicomtes et ducs de Milan.
- La guide des chemins de France reveue et augmentée; Les fleuves de France: aussi augmentez par Charles Estienne..., Paris, 1552, in-8°. Va ser la primera guia del viatger amb moltes edicions.
- Paradoxes, ce sont propos contre la commune opinion: debatuz, en forme de declamations forenses: pour exerciter les jeunes esprits, en causes difficiles, Paris: Charles Estienne, 1553.
- Praedium rusticum, In Quo Cuiusuis Soli vel Culti vel Inculti Platarum Vocabula ac Descriptiones, Earumque Conseredarum atque Excolendarum Instrumenta suo Ordine Describuntur, París, 1554 el títol en francès és 'Agriculture et Maison rustique, de M. Charles Estienne es va traduir a l'italià per Hercule Cato, a l'alemany per Melchior Sebitz, a l'anglès per Gervais Marckam, i al flamenc. Hi cita molts tipus de vins: Gascogne, Anjou, Bourgogne, Champagne, Soissons, Orléans, Beaune, Ysans, Bordeaux, Mâcon, Graves, Gaillac, Reims, Saint-Germain, Pringy, Arbois, Gentilly, Suresne, Meudon, Fontenay, Arcueil, Issy, Mont-Valérien, Montmartre, Ay, etc. Amb el temps esdevindrà la cèlebre Maison Rustique d'Estienne i Liébault.